# دم‌زای
دُم‌زای (به لاتین: Dumzoy) یک منطقهٔ مسکونی در تاجیکستان است که در ولایت سغد واقع شده‌است.

## خصوصیات
دومزوی ۱ نفر جمعیت دارد و ۲٬۴۷۶ متر بالاتر از سطح دریا واقع شده‌است.